# Marthe Nadeau
Pour les articles homonymes, voir Nadeau.
Marthe Nadeau est une actrice québécoise née à Montréal le 7 octobre 1910 et morte à Montréal le 13 septembre 1994.

## Biographie

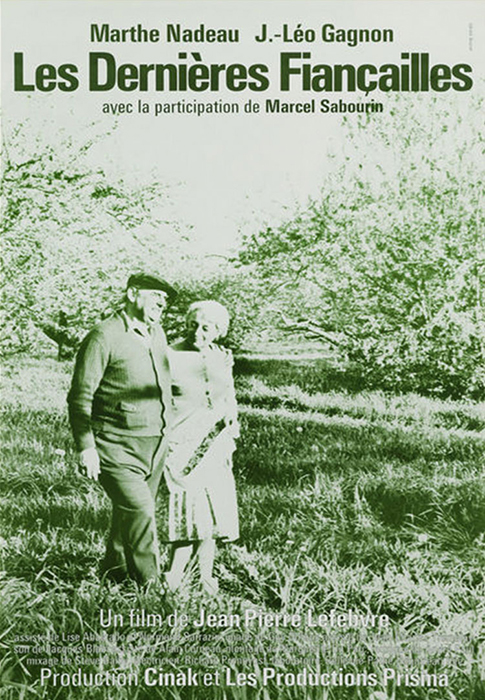
Affiche du film Les Dernières Fiançailles

Marthe Nadeau fait tout d'abord ses armes à la radio, puis à la télévision dans des téléromans tels que Beau temps, mauvais temps ou Absolvo te. On ne la retrouve que tardivement au cinéma où, la soixantaine dépassée, elle tourne souvent pour le réalisateur Jean Pierre Lefebvre (On n’engraisse pas les cochons à l’eau claire et Les Dernières Fiançailles en 1973, Les Fleurs sauvages en 1982 et Le Jour S... (en) en 1984). Dans Les Dernières Fiançailles, elle incarne le personnage de Rose, l’épouse un peu détachée de la réalité où elle donne la réplique à l'acteur J. Léo Gagnon. Pour ce rôle, elle remporte un prix d’interprétation au Festival de Sorrente. Elle tourne aussi pour Jacques Leduc (On est loin du soleil en 1970) et pour Jean Beaudin (J.A. Martin photographe en 1977).
Dans les années 1980, Marthe Nadeau est la voix de la fameuse Madame Bourrette dans la série À plein temps présentée à la fois à la Télévision de Radio-Canada et à Radio-Québec.

## Filmographie

### Cinéma
- 1956 : Le Cas Labrecque - rôle inconnu
- 1969 : Tendre et sensuelle Valérie (Valérie) - Cliente mondaine à la galerie d'art
- 1970 : On est loin du soleil - Marthe
- 1971 : Le savoir-faire s'impose d'Anne Claire Poirier (court-métrage)
- 1971 : Les Chats bottés de Claude Fournier
- 1972 : Le P'tit vient vite
- 1973 : Kamouraska - Dame au thé
- 1973 : O.K. ... Laliberté
- 1973 : On n'engraisse pas les cochons à l'eau claire - Marie Tremblay
- 1973 : Les Dernières Fiançailles - Rose Tremblay
- 1975 : Pousse mais pousse égal
- 1975 : On doit déménager (téléfilm)
- 1977 : J.A. Martin photographe - Tante Aline
- 1982 : Les Fleurs sauvages - Simone Levasseur
- 1984 : Le Jour S... (en)
- 1988 : Le Grand Jour
- 1989 : Salut Victor

### Télévision
- 1955 - 1958 : Beau temps, mauvais temps (série télévisée) - Mme Delvas
- 1962 : Absolvo te (série télévisée) - Sophira
- 1965 - 1970 : Cré Basile (série télévisée) - Mme Laliberté
- 1966 - 1977 : Rue des Pignons (série télévisée) - Émilie Lafrenière
- 1967 - 1971 : Moi et l'Autre (série télévisée) - Sœur portière
- 1968 - 1972 : Le Paradis terrestre (série télévisée) - Mme Aucoin
- 1969 : Sol et Gobelet (série télévisée) - La comtesse Oufflée (un épisode)
- 1970 - 1977 : Symphorien (série télévisée)
- 1975 - 1977 : Avec le temps (série télévisée) - Géraldine Séguin
- 1978 : Fascination (téléthéâtre)
- 1978 - 1979 : La Peur du voyage (téléthéâtre)
- 1979 - 1982 : Chez Denise (série télévisée)
- 1984 - 1988 : À plein temps (série télévisée) - Voix de Mme Laura Bourrette
- 1985 : L'Enfant bleu d'Yvan Butler (téléfilm) - Mme Fleur

## Théâtre
- 1960 : Bilan (Le Téléthéâtre de Radio-Canada)

## Récompenses
- 1973 : Prix d’interprétation au Festival de Sorrente pour le rôle de Rose dans Les Dernières Fiançailles de Jean Pierre Lefebvre.